# Aeroportul Internațional Orlando Sanford
Aeroportul Internațional Orlando Sanford (IATA: SFB, ICAO: KSFB, FAA LID: SFB) este un aeroport din Florida, Statele Unite ale Americii ce deservește zona Orlando. Aeroportul a fost tranzitat în 2023 de 2.941.456 de pasageri. A fost numit după zona deservită.
Situat la o altitudine de 17 m, aeroportul dispune de 4 piste.

## Infrastructură

### Piste
Aeroportul dispune de 4 piste: 
- pista 09C/27C din asfalt, cu dimensiunile 3.578 picioare × 75 picioare
- pista 09L/27R din asfalt, cu dimensiunile 11.002 picioare × 150 picioare
- pista 09R/27L din asfalt, cu dimensiunile 6.647 picioare × 75 picioare
- pista 18/36 din asfalt, cu dimensiunile 6.002 picioare × 150 picioare